# Morningwood
I Morningwood sono una rock band di New York, fondata nel 2001. Il loro leader è Chantal Claret. I Morningwood hanno un contratto con la casa discografica Capitol Records.

## Storia
I Morningwood hanno ottenuto il loro primo successo nazionale negli Stati Uniti grazie all'arrivo in finale al Yahoo's Who's next. La cooperazione in eventi live con la band newyorkese Mindless Self Indulgence ha inoltre contribuito alla loro ascesa.
Il loro disco di debutto, l'omonimo Morningwood, è stato prodotto da Gil Norton, conosciuto per il suo lavoro con i Pixies, Catherine Wheel e Echo and the Bunnymen. I singoli estratti da questo album comprendono Nth Degree, Jetsetter e New York Girls.
Nel 2009 esce il secondo lavoro Diamonds and Studs.

## Formazione
- Chantal Claret -- Voce
- Alfredo Ortiz - batteria e percussioni
- Petro "Pedro" Yanowitz -- Basso
- Philip Shouse - chitarre

## Curiosità
Lo spirito provocante della band si riflette anche nella scelta del nome, che nello slang si riferisce al fenomeno della tumescenza peniena notturna, più comunemente noto come erezione mattutina che in inglese si dice eufemisticamente morning glory o anche morning wood.

## Discografia

### Album
- Morningwood (2006)
- Diamonds & Studs (2009)